# Samsung Galaxy J1 mini prime
El Samsung Galaxy J1 mini prime (también conocido como Galaxy V2) es un teléfono inteligente con Android desarrollado por Samsung Electronics y lanzado en diciembre de 2016. Es el sucesor del J1 Nxt/mini.

## Especificaciones

### Hardware
El Samsung J1 mini prime funciona con un SoC Spreadtrum SC9830 que incluye una CPU ARM Cortex-A7 de cuatro núcleos con 1,2 GHz (3G) o 1,5 GHz (LTE), una GPU ARM Mali-400MP2 y 1 GB de RAM. Los 8 GB de almacenamiento interno se pueden ampliar hasta 128 GB a través de una tarjeta microSD. También cuenta con una cámara trasera de 5 MP con linterna LED y una resolución de video de 480p a 30fps.  

### Software
El J1 mini prime se lanzó originalmente con Android 5.1.1 "Lollipop" y la interfaz de usuario TouchWiz de Samsung. Los modelos LTE funcionan con Android 6.0.1 "Marshmallow". 